# Lago Quiroga
El lago Quiroga es un lago ubicado en el departamento Río Chico, provincia de Santa Cruz, Argentina. Se encuentra a unos 12 km al oeste del lago Strobel y a 22 km al este de la laguna Sterea (que forma parte de la cuenca del lago San Martín de la vertiente del Pacífico).

## Toponimia
El nombre del lago recuerda al misionero jesuita José Quiroga, quien junto con otros los jesuitas, Matías Strobel y José Cardiel realizaron una expedición que comenzó en el año 1745, desde la Bahía de San Julián. Estos se internaron unos 120 kilómetros al oeste, en territorio de la actual provincia de Santa Cruz, convirtiéndose en los primeros exploradores europeos en el interior del continente en esas latitudes de la Patagonia austral. Otros dos lagos cercanos al Quiroga recuerdan a aquellos otros dos jesuitas, los lagos Cardiel y Strobel.

## Características
Recibe las aguas del lago Quiroga Chico situado a menos de un kilómetro hacia el sur.
Su emisario, el río Capitán se presenta en su extremo occidental y desemboca en el Río Chico, afluente del río Santa Cruz.
El lago se encuentra el límite occidental de la meseta del lago Strobel, una vasta meseta con cientos de pequeños lagos y lagunas de agua dulce o salada.
La superficie del lago está a una altitud de 1045 m s. n. m. y su superficie es de 45 km². Mide 9,5 km de largo y 7 km de ancho.